# 索拉纳德尔皮诺
索拉纳德尔皮诺，是西班牙卡斯蒂利亚-拉曼恰雷阿尔城省的一个市镇。 总面积180平方公里，总人口502人（2001年），人口密度3人/平方公里。